# Första generationens spelkonsoler
Första generationens konsoler består av de första TV-spelen för hemmabruk. Perioden anses ha varat från 1972 till 1977. 1977 försvann den första generationens konsoler till förmån för konsoler baserade på mikroprocessorer.

## Systemjämförelse
| Namn         | Magnavox Odyssey                            | Magnavox Odyssey 100 | Tele-Spiel ES 2201 | Magnavox Odyssey 200 | Atari/Sears Telegames Pong | Coleco Telstar              | Nintendo Color TV Game |
| ------------ | ------------------------------------------- | -------------------- | ------------------ | -------------------- | -------------------------- | --------------------------- | ---------------------- |
| Bild         |                                             |                      |                    |                      |                            |                             |                        |
| Releasepris  | US$100                                      | US$100               | US$100             | US$100–230           | US$98,95                   | n/a                         | ¥9800 - ¥15000         |
| Releasedatum | Nordamerika maj 1972 Japan 1975 Europa 1974 | Nordamerika 1975     | Nordamerika 1975   | Nordamerika 1975     | Nordamerika 1975           | Nordamerika 1976 Japan 1977 | Japan 1977             |
| Media        | Kassett                                     | n/a                  | Kassett            | n/a                  | n/a                        | Kassett (Telstar Arcade)    | n/a                    |
| Tillbehör    | Ljuspistol                                  | n/a                  | n/a                | n/a                  | n/a                        | Kontrollstilar              | n/a                    |

### Fotnoter
1. ↑  ”System List”. GameFAQs. Arkiverad från originalet den 1 maj 2014. https://web.archive.org/web/20140501145906/http://www.gamefaqs.com/systems.html. Läst 2 maj 2014.